# Fruit
|  | No s'ha de confondre amb fruita. |

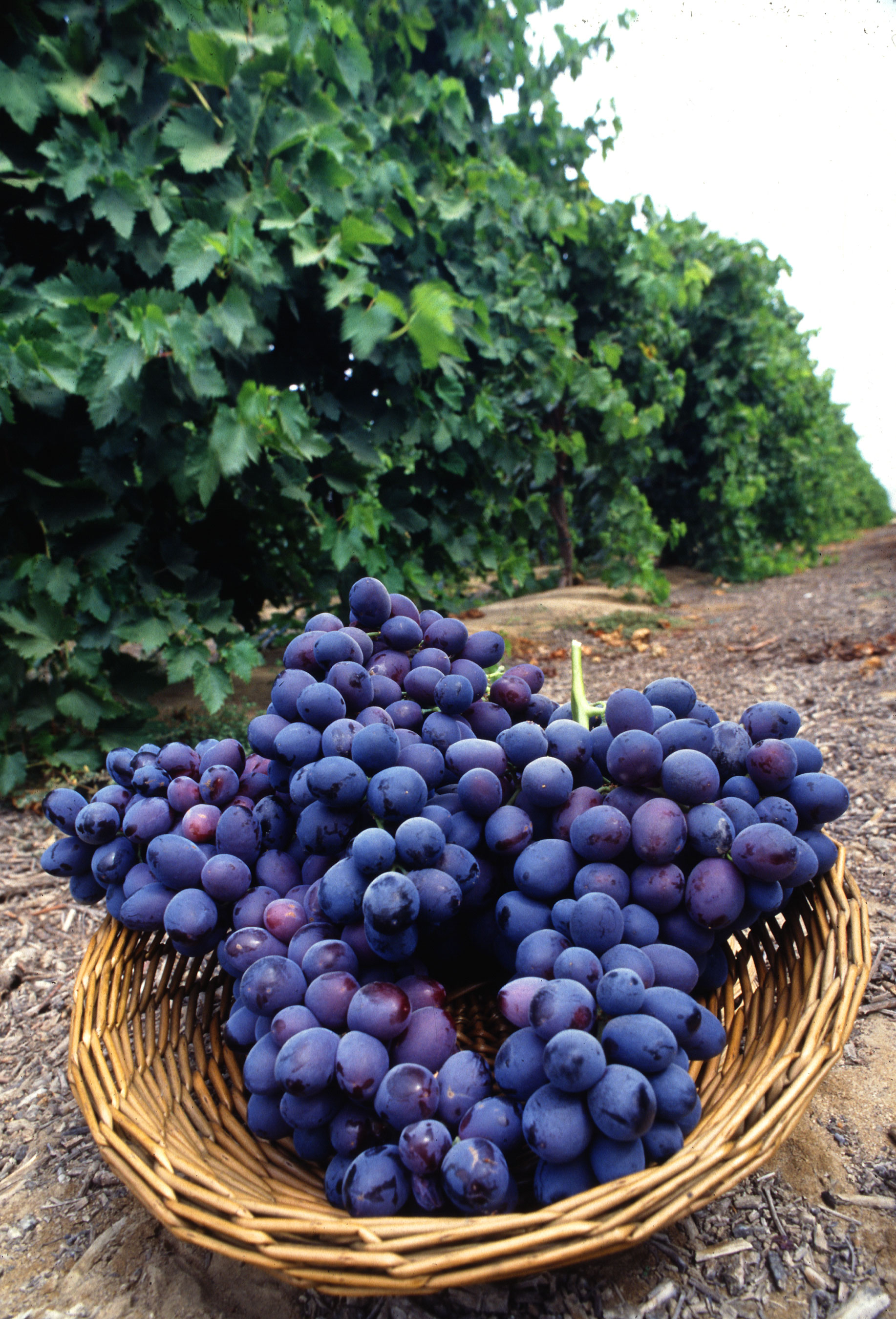
Raïm, fruit de la vinya.

En les plantes angiospermes, el fruit és un òrgan constituït per l'ovari fecundat (i sovint altres peces florals) que conté les llavors i que col·labora a disseminar-les quan són madures. La paret de l'ovari es transforma en paret del fruit i es denomina pericarpi. En els casos més complexos, com ara en els fruits carnosos, el pericarpi consta de tres capes diferents: exocarpi, mesocarpi i endocarpi, la primera correspon a la veritable epidermis (monoestratificat i cutinitzat). La funció principal d'aquest pericarpi és protegir la llavor.
En el creixement de l'ovari, per formar un fruit intervenen les hormones de creixement: auxina o àcid indolacètic, giberelines, citocinines i etilè. L'auxina és induïda pel gra de pol·len i l'òvul fecundat. Així, la majoria dels fruits impliquen la formació de llavors, però certes plantes poden produir fruits sense que això passi. Aquests fruits es diuen partenocárpics i entre molts altres hi ha els plàtans, les figues, i les taronges. El fenomen es deu al fet que es formen hormones de creixement espontàniament o a conseqüència de la pol·linització que actua com a estímul. D'aquesta manera, s'ha aconseguit produir melons, pinyes i tomàquets sense fecundació prèvia, amb la simple injecció d'auxines a l'ovari.
El fruit és exclusiu de les angiospermes, i en presenten totes. A les plantes gimnospermes i altres plantes sense flors, no hi ha vertaders fruits, encara que a estructures reproductives com les pinyes dels pins o els gàlbuls dels ginebres, comunament se'ls pren per fruits quan en realitat són pseudofruits. D'altra banda, en diversos grups d'angiospermes el fruit pot incorporar altres parts de la flor: el receptacle (quan l'ovari és ínfer), el calze, els pètals, l'eix de la inflorescència, o fins i tot pot constituir-se en fruit tota una infructescència.
Els fruits són el mitjà utilitzat per moltes plantes per difondre les seves llavors. La majoria de fruits comestibles han estat desenvolupats per les plantes per tal d'explotar els animals com a mitjà de dispersió de les llavors, i molts animals (inclosos els humans en certa manera) han passat a dependre de les fruites com a font d'aliments. Els fruits representen una part important de la producció agrària i alguns, com la magrana, han adquirit nombrosos significats culturals i simbòlics.

## Fruits i fruites

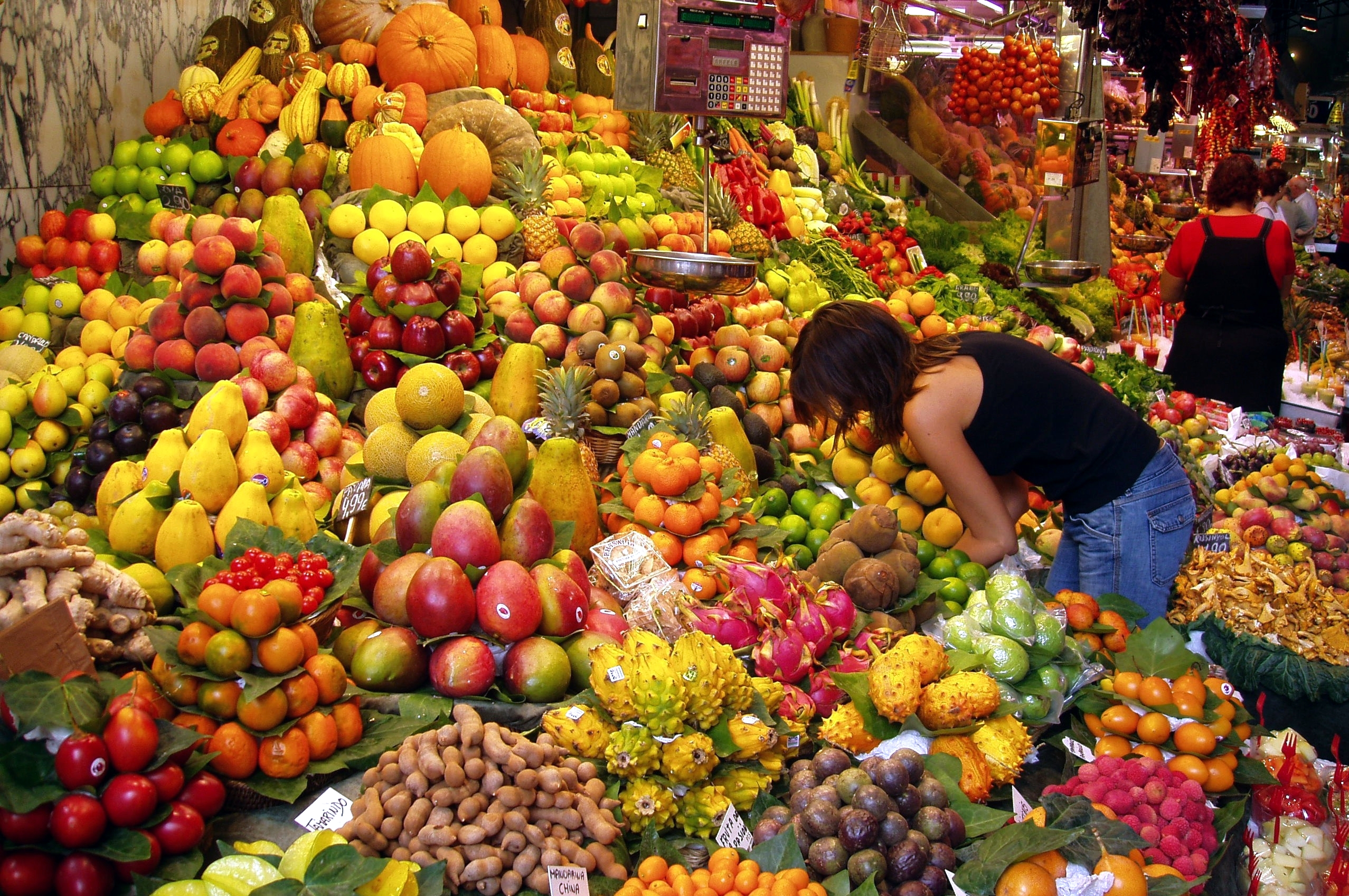
Parada de fruita al mercat de la Boqueria.

Lingüísticament parlant, tota fruita és un fruit comestible. Hi ha fruits com la poma, l'ananàs o el raïm que es consideren fruites, però també hi ha d'altres com l'albergínia, el tomàquet o el cogombre que es consideren com a verdures. La diferenciació no és clara i atès que la decisió de considerar un fruit com a fruita o com a verdura té efectes aranzelaris, impositius o reglamentaris, de vegades la legislació pot establir normes amb definicions que contradiuen els usos culturals d'algunes zones. En aquest sentit la Comissió Europea, a la Directiva 2001/113/CE del 20 de desembre del 2001 que defineix la confitura com una barreja de fruita i sucre, va considerar com a fruites algunes verdures com el tomàquet, la pastanaga o el moniato; cal fer notar que en el cas de la pastanaga i el moniato ni tan sols es tracta d'un fruit sinó d'arrels modificades. En el cas del tomàquet, la legislació dels Estats Units no el considera un fruit com l'europea, sinó una verdura seguint el criteri que el seu consum habitual no és com a postres.
D'altra banda, es denomina com a fruita seca als fruits d'algunes plantes amb poc contingut d'aigua com ametlles, pinyons o avellanes. Aquesta denominació com a fruita és present també a algunes llengües properes al català com l'italià (frutta secca) però no a d'altres com el francès (fruit sec) o l'occità (fruch sec).
En gastronomia s'utilitza el terme fruites del bosc per a designar un conjunt de diferents fruites petites i comestibles que tradicionalment no eren de conreu, sinó que es collien en arbustos silvestres, com la maduixa, el gerd, el nabiu, la móra o la riba. Un altre terme modern és el de fruita dolça que en agricultura, economia i comerç s'aplica a fruites com la pera, la poma, l'albercoc, el préssec, la nectarina o la pruna.

## Funcions del fruit

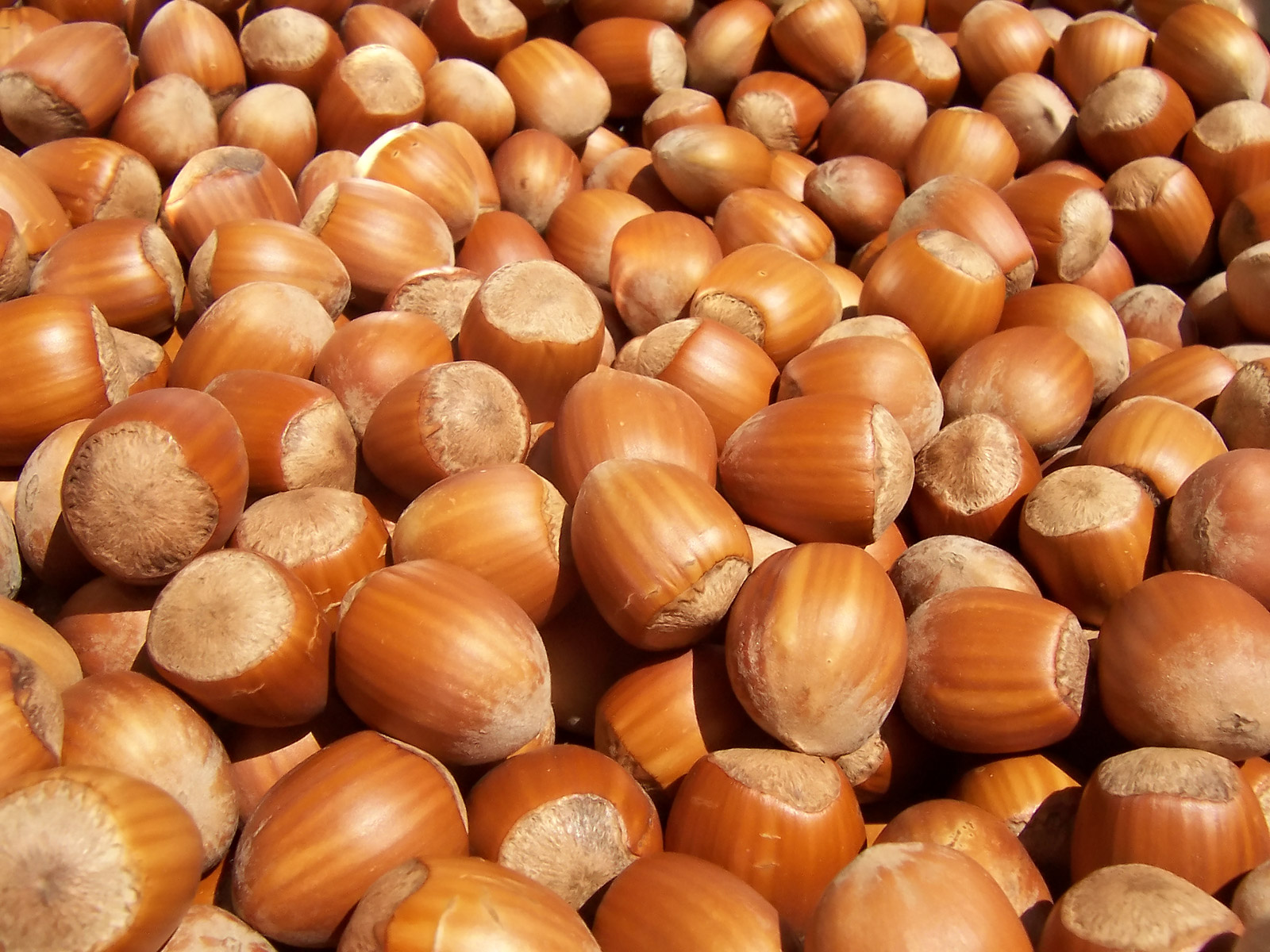
Avellanes

La funció principal dels fruits és la de protegir les llavors durant el seu desenvolupament, aquesta és la principal raó adduïda pels erudits per explicar el tancament de carpels a les primeres angiospermes. A través de la seva evolució les plantes amb flors han desenvolupat nous tipus de fruits i noves estratègies per a la dispersió de les llavors contingudes en ells, de manera que a les espècies actuals hi ha una gran varietat de fruits amb colors, formes, estructures accessòries i sabors, cadascun especialitzat en una forma diferent de dispersió de les llavors.
Sigui quin sigui el seu tipus i aspecte, el fruit compleix diverses funcions importants:
1. Contenir i protegir la llavor.
2. Contribuir a la dispersió de la llavor.
3. Atraure els animals que dispersen les llavors.

Hi ha fruits que s'assequen i s'obren a la maduresa, alliberant les llavors que cauen a terra simplement per gravetat. D'altres, quan s'obren emeten les llavors de manera explosiva, llançant-les a grans distàncies. Els fruits carnosos acostumen a dependre dels animals, que porten la fruita a altres llocs o se'ls mengen i s'emporten les seves llavors en el tracte digestiu per ser expulsades lluny del seu lloc d'origen. Certs fruits són coberts de punxes que s'agafen al pèl dels mamífers o a les plomes de les aus, i d'aquesta manera poden recórrer grans distàncies. Un exemple seria l'espina-xoca. També hi ha d'altres dotats d'ales o plomalls que els permeten volar per un temps abans d'arribar a terra, com en el cas dels fruits de la dent de lleó.
Els animals que mengen fruits i dispersen les seves llavors han contribuït a la reproducció selectiva de les plantes que produeixen els millors fruits.
Molts fruits tenen importància econòmica com a font d'aliment i matèries primeres. Als fruits comestibles se'ls coneix comunament com a fruita, i si tenen poc contingut d'aigua, fruita seca.

### La dispersió de les llavors
Atenent a la pressió evolutiva de la dispersió de les diàspores que contenen, els fruits són òrgans molt plàstics en l'aspecte adaptatiu, de manera que n'hi ha una gran diversitat. Les diverses estructures que presenten depenen en gran manera la manera de dispersar les llavors que contenen. Aquesta dispersió es pot aconseguir a través de diferents mecanismes, hi ha cinc modalitats principals de dispersió de llavors: la gravetat (baricòria), el vent, l'aigua, els animals i la mateixa planta, com en el cas de la dehiscència explosiva.

#### Baricòria
La dispersió per baricòria utilitza la gravetat per tal d'aconseguir la dispersió de les llavors. La gravetat fa caure els fruits de la planta quan són madurs. Fruits que exhibeixen aquest tipus de dispersió són, per exemple, les peres, el caqui i el maracujà. A més la seva forma arrodonida els permet, un cop caiguts, rodolar per aconseguir una distància més llarga. La dispersió per efecte de la gravetat també permet una segona fase d'allunyament per mitjà de l'aigua o dels animals.

#### Anemocòria

Els vil·lans del dent de lleó en ple vol

La dispersió per anemocòria és una forma de dispersió de les llavors que utilitza el vent com a mitjà de transport. L'anemocòria es presenta en general en llavors petites i seques (com en les orquídies) o dotades d'estructures en forma d'ales o plomalls que augmenten la seva superfície i el seu fregament amb l'aire retardant la seva caiguda i facilitant el transport pel vent. Alguns exemples són:
- Llavors o fruits alats: habitualment són fruits de tipus sàmara (com en el cas dels aurons) o el cas d'algunes espècies de pins.
- Expansions filiformes (genèricament anomenades vil·lans): poden ser fruits de tipus aqueni (com en el cas de la vidalba o els cards) o en altres casos de llavors molt petites, que poden apareixen envoltades per una massa cotonosa, és el cas dels pollancres (Populus), els salzes (Salix) o les bogues (Typha).

#### Hidrocòria
La dispersió per hidrocòria és un mecanisme de dispersió de les llavors que utilitza l'aigua. En aquest cas, les llavors estan adaptades a aquest medi aquós presentant membranes que garanteixen la impermeabilitat, i cambres d'aire o d'oli que faciliten la flotació. El coco (Cocos nucifera), n'és un exemple clàssic; és més lleuger que l'aigua i això li permet surar llargament a la superfície marina fins a alguna platja, de vegades molt remota respecte al seu origen.

#### Zoocòria

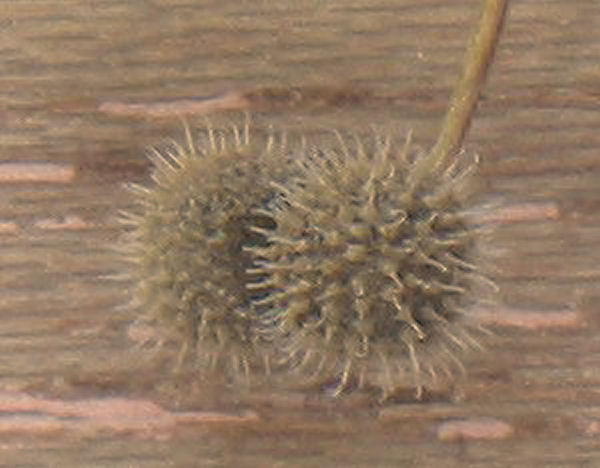
Els fruits de l'apegalosa que s'enganxen als animals i a la nostra roba

La dispersió per zoocòria utilitza els animals com a mitjà de transport de les llavors. La participació de l'animal pot ser involuntària o voluntària. Es pot parlar de diversos tipus de zoocòria, segons el grup animal que actua de transport: ocells (ornitocòria), mamífers (mamaliocòria), i rèptils (herpetocòria). Per a la zoocòria les llavors o els fruits presenten parts externes especialitzades que faciliten la seva associació amb els animals. Es diferencien dues modalitats: 
- Ectozoocòria: les llavors o fruits s'adhereixen a la superfície dels animals (pèls o plomes) per mitjà de substàncies adhesives o d'estructures mecàniques que afavoreixen la fixació, com ara ganxos o arpons. Aquest transport extern és habitualment involuntari. Un exemple seria l'apegalosa.
- Endozoocòria: els animals s'empassen les llavors en menjar-se el fruit, normalment de consistència carnosa per atraure els seus agents dispersants.

#### Autocòria
La dispersió per autocòria implica que la mateixa planta s'encarrega activament de disseminar les seves llavors. Es dona en les plantes que han desenvolupat mecanismes adaptatius per allunyar les seves llavors. La boleoautocòria consisteix en l'ejecció de la llavor, normalment a causa de tensió higroscòpica per un moviment brusc de torsió de les dues valves, és el cas d'algunes lleguminoses com la ginesta (Spartium junceum). Un altre exemple és l'esquitxagossos, quan el fruit és madur el més mínim fregament provoca el seu esclat per la pressió hidroestàtica.

## Tipus de fruits
En funció dels diferents criteris de base, es poden establir diverses tipologies de fruits, fent-se complicat una delimitació total, clara i lògica. Sovint no hi ha ple consens en aquestes subdivisions.

### Segons la naturalesa del pericarpi
- Secs: el seu pericarpi és dur, llenyós, no comestible.
- Carnosos: el seu pericarpi o part d'ell, és tou i generalment comestible.

### Segons el nombre de llavors que conté
- Monosperm: contenen una sola llavor.
- Polisperms: produeixen moltes llavors.

### Segons deixin en llibertat o no a la llavor
- Indehiscents: no s'obren per si mateixos.
- Dehiscents: tenen un mecanisme d'obertura per a alliberar la llavors.

Tipus de dehiscència
- Poricida: obertura per porus.
- Septicida: obertura pels envans.
- Loculicida: obertura pel nervi mitjà.
- Septifraga: es trenquen els envans interns del fruit.
- Transversal: obertura per pla transversal a l'eix del fruit.

### Segons les parts de la flor que intervenen en la seva formació
- Simples: un sol fruit procedent d'un sol ovari.
- Policàrpics: agrupació de fruits simples.
- Complexos: en la seva formació intervé l'ovari i altres parts de la flor.
- Sinantocàrpics: conjunt de fruits que procedeixen d'una inflorescència.

### Segons el nombre de carpels d'on procedeixen
- Monocàrpics o unicarpel·lars: procedeix d'un sol carpel.
- Policàrpics o pluricarpel·lars: que procedeixen de diversos carpels i poden ser:
  - Apocàrpics: procedeixen de diversos carpels lliures.
  - Sincàrpic: procedeix de carpels soldats.

Si els carpels són:
- Oberts: el fruit és unilocular (sense envans).
- Tancats: el fruit és plurilocular (amb envans interns).

## Classificació
Si el fruit procedeixen d'un gineceu unicarpel·lar o pluricarpel·lar cenocàrpic, s'anomenen fruits simples; si procedeixen d'un gineceu pluricarpel·lar apocàrpic, s'anomenen fruits múltiples o col·lectius; si en la formació del fruit intervenen altres òrgans florals, a part dels carpels, s'anomenen fruits complexos. Quan a la maduresa s'obren d'una forma determinada per a alliberar les granes, s'anomenen dehiscents; en cas contrari, indehiscents. Quan el mesocarpi és carnós, s'anomenen carnosos; quan és no carnós, s'anomenen secs.

### Fruits simples
Els fruits simples poden ser secs o carnosos, essent el resultat de la maduració d'un ovari simple o compost en una flor amb un únic carpel. Els fruits secs poden ser dehiscents (s'obren per tal que puguin sortir les llavors), o indehiscents (no s'obren).

#### Fruits simples dehiscents

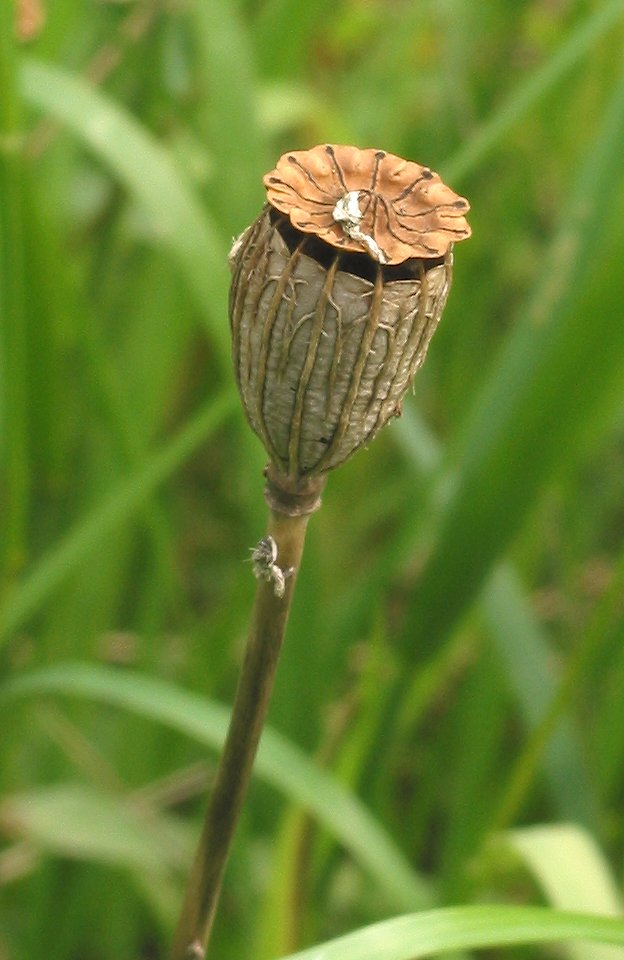
Pixidi de la rosella

- Fol·licle: Procedeix d'un gineceu unicarpel·lar. S'obre per la línia de sutura ventral i mostra les llavors situades marginalment. Ex. Delphinium (esperó de cavaller).
- Llegum: Semblant a l'anterior, procedeix d'un gineceu unicarpel·lar, però s'obre en dues valves, per la línia de sutura ventral i també pel nervi central. Ex. Spartium junceum (ginesta).
- Càpsula: Procedeix d'un gineceu pluricarpel·lar cenocàrpic paracàrpic o sincàrpic. Ex. Papaver somniferum (cascall). Poden presentar diversos tipus de dehiscència; les càpsules poden ser de dehiscència poral (s'obren mitjançant porus), dental (mitjançant dents) o valvar (mitjançant valves). Les càpsules valvars, segons com se separin les valves, poden ser loculicides (s'esquincen els lòculs), septicides (s'esquincen els septes longitudinalment) o septífragues (s'esquincen els septes transversalment).
- Pixidi: Variant de càpsula que s'obra transversalment, desprenent-se'n una mena de tapadora. Ex. Hyoscyamus niger (jusquiam negre).
- Síliqua: Variant de càpsula que procedeix d'un gineceu bicarpel·lar paracàrpic, però amb un fals envà placentari que divideix l'ovari en dos lòculs. Fruit més de 2 vegades més llarg que ample; dehiscència en dues valves. Ex. Diplotaxis erucoides (ravenissa blanca).
- Silícula: Semblant a la síliqua, però quasi tant llarga com ampla. Ex. Alyssum maritimum (caps blancs).
- Elateri: Variant de càpsula dividida en diversos lòculs que en madurar alliberen explosivament una llavor. Ex. Ricinus communis.

#### Fruits simples indehiscents secs

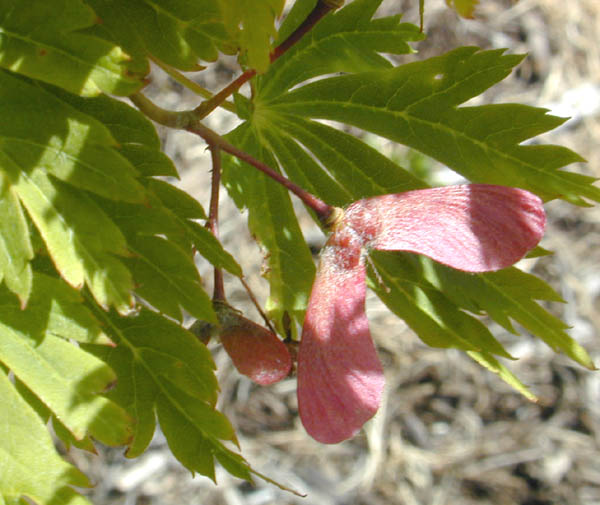
Sàmares d'auró

- Aqueni: Procedeix d'un gineceu uni o pluricarpel·lar cenocàrpic. Conté una sola llavor. Pericarpi coriaci no soldat a la llavor. Ex. Taraxacum officinale (dent de lleó).
- Cípsela: tipus d'aqueni que prové d'un ovari ínfer pluricarpel·lar. Propi de Valerianàcies, Dipsacàcies i Asteràcies. Ex. Helianthus annuus (gira-sol).
- Cariopsi: Com l'aqueni, però amb el pericarpi soldat a la llavor. Ex. Triticum sativum (blat).
- Nou: Procedeix d'un gineceu uni o pluricarpel·lar cenocàrpic. Conté una sola llavor. Pericarpi llenyós no soldat a la llavor. Ex. Corylus avellana (avellaner).
- Núcula: Semblant a la nou i també monosperm, però de pericarpi endurit i normalment petit. Ex. Salvia rosmarinus (romaní)
- Sàmara: Nou proveïda d'una ala membranosa. Ex. Acer monspessulanum (auró).
- Loment: Fruit fragmentable en què les porcions que se'n separen (mericarpis) són parts d'un carpel (o de més d'un). Ex. Raphanus sativus (rave)
- Esquizocarp: Procedeix d'un gineceu pluricarpel·lar sincàrpic en què els mericarpis corresponen a carpels sencers. Conté moltes llavors. Aquest fruit s'obre per les línies de sutura dels diferents carpels donant lloc als mericarpis. Ex. Malva rotundifolia (malva).

#### Fruits simples indehiscents carnosos

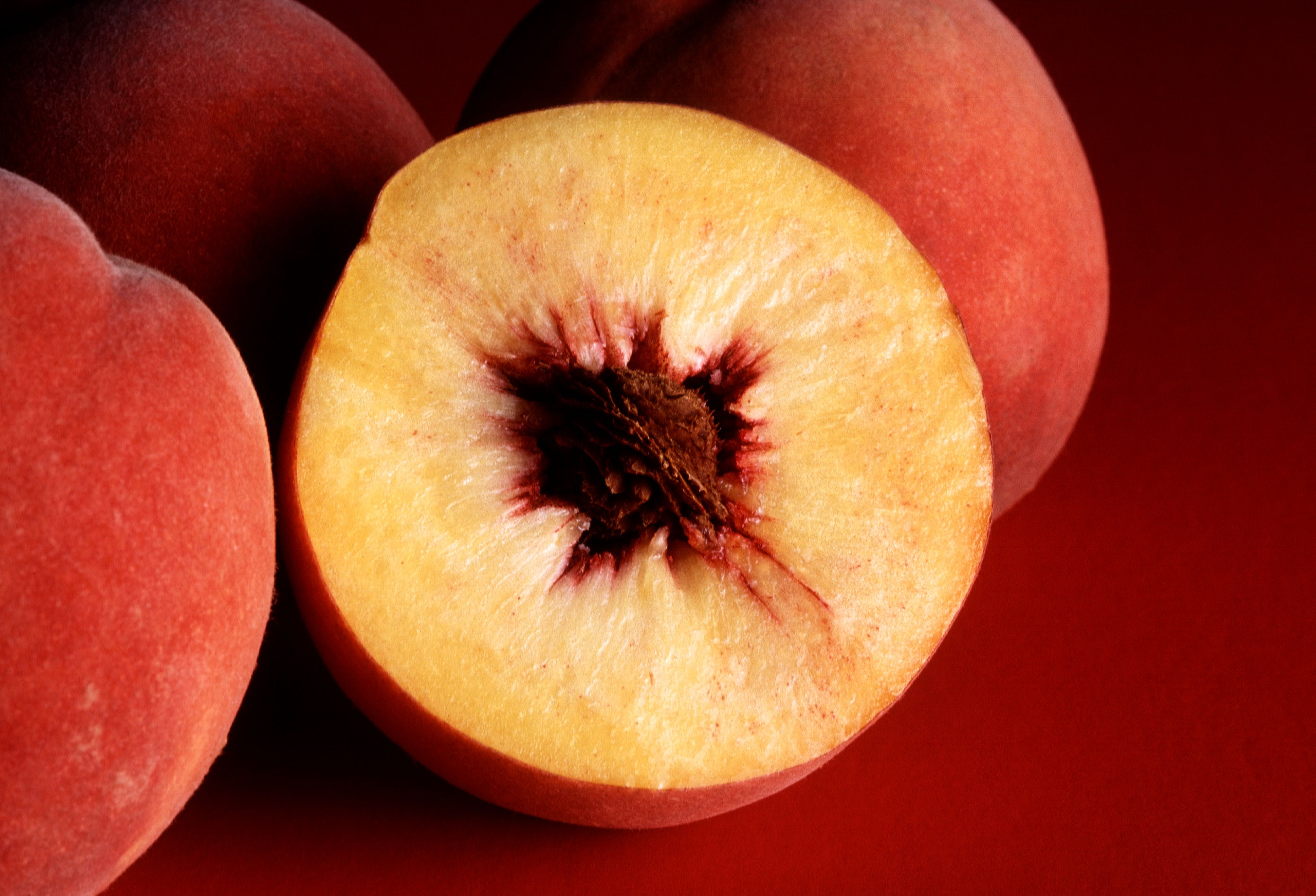
La drupa del préssec

- Drupa: Procedeix normalment d'un gineceu unicarpel·lar i a vegades pluricarpel·lar cenocàrpic. Conté una sola llavor. Mesocarpi carnós i endocarpi petri. Ex. Olea europaea (olivera).
- Baia: Procedeix d'un gineceu uni o pluricarpel·lar cenocàrpic. Conté una o diverses llavors. Tot el pericarpi és carnós. Ex. Lycopersicum esculentum (tomaquera).
- Hesperidi: Baia modificada en la qual l'epicarpi és glandulós i ric en essències, el mesocarpi carnós però eixut i l'endocarpi membranós. Ex. Citrus aurantium (taronger).
- Pepònide: Baia grossa i amb exocarpi endurit. Ex. Cucurbita pepo (carabassa).

### Fruits múltiples o col·lectius

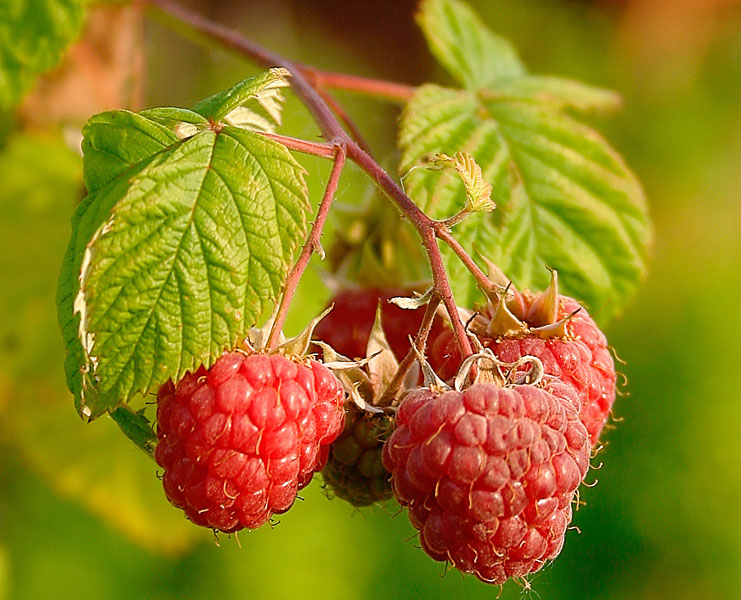
Els gerds són polidrupes

Els fruits múltiples es formen a partir de flors que tenen múltiples carpels separats entre ells, cada pistil conté un carpel. Cada carpel dona lloc a un fruit independent tot i que unit als altres.
- Polifol·licle: Cada carpel dona un fol·licle i s'origina un conjunt de fruits polisperms i secs. Ex. Helleborus foetidus (marxívol).
- Poliaqueni: Cada carpel dona un aqueni i s'origina un conjunt de fruits monosperms i secs reunits en un receptacle pla, còncau o convex. Ex. Ranunculus bulbosus (ranuncle bulbós).
- Polidrupa: Cada carpel dona una drupa i s'origina un conjunt de fruits monosperms i carnosos. Ex. Rubus ulmifolius (esbarzer).[14]
- Polinúcula: Cada carpel dona lloc a una núcula. Ex. Clematis vitalba (vidalba)
- Tetraqueni: Aquest és un cas particular propi de la família de les lamiàcies i que s'origina a partir d'un ovari bicarpel·lar que, atesa l'existència de falses cloendes, queda dividit clarament en quatre parts. Ex. Salvia officinalis (sàlvia).

### Infructescències
Els fruits complexos o infructescències és formen a partir d'una única inflorescència. Cada flor produeix un fruit, però aquests maduren fins a esdevenir una sola massa. En la formació del fruit intervenen altres òrgans florals, a part dels carpels.
- Pom: Fruit format d'un ovari ínfer, amb la porció externa provinent del receptacle floral; l'endocarpi és coriaci. Ex.: Pyrus malus (pomera).
- Eteri: Poliaqueni en què els aquenis es disposen sobre un eix molt desenvolupat i carnós. Ex. Fragaria vesca (maduixera).
- Cinorròdon: Polinou en què les nous provenen de carpels tancats en un receptacle còncau. Ex. Rosa canina (roser silvestre).
- Balaüsta o balàustia: Baia modificada que procedeix d'un ovari ínfer, dividida en seccions i amb pericarpi coriaci. L'únic exemple és la magrana.

## Alimentació

### Importància dels fruits en l'alimentació
S'anomena fruita als fruits comestibles. Hom anomena fruita fresca o tendra la que pot consumir sobretot de manera directa, sense preparació i sovint, gairebé immediatament després de la collita; bàsicament es divideix en cítrics, fruita de pinyol (préssecs, prunes, etc.), fruita de grana (pomes, peres, codonys, etc.) i fruita diversa (plàtans, raïm, magranes, etc.). Hom anomena fruita seca la que no cal consumir immediatament després de collida; tradicionalment hom hi considera les ametlles, les avellanes, les castanyes i les nous, i com a fruita dessecada, les figues seques, les panses i, encara, els cacauets i els dàtils.
Algunes de les principals fruites són: actinídia, alvocat, albercoc, caqui, cirera, coco, codony, dàtil, figa, figa de moro, riba, guinda, llima o llimona, llima o llimona dolça, maduixa, maduixot, magrana, mandarina, mango, meló, síndria, móra, nabiu, nespra, pera, ananàs, plàtan o banana, aranja, poma, préssec, pruna, raïm, taronja, xirimoia.
La composició química de les fruites depèn sobretot del tipus de fruita i del seu grau de maduració:
- Aigua: Més del 80% i fins al 90% de la composició de la fruita és aigua. A causa d'aquest alt percentatge d'aigua i a les aromes de la seua composició, la fruita és molt refrescant.
- Glúcids: Entre el 5% i el 18% de la fruita està format per carbohidrats. El contingut en glúcids pot variar segons l'espècie i també segons l'època de recol·lecció. Els carbohidrats són generalment sucres simples com fructosa, sacarosa i glucosa, sucres de fàcil digestió i ràpida absorció. En la fruita poc madura hi ha midó, sobretot al plàtan que amb la maduració es converteix en sucres simples.
- Fibra: Aproximadament el 2% de la fruita és fibra dietètica. Els components de la fibra vegetal presents en les fruites són principalment pectines i hemicel·lulosa. La pell de la fruita és la que posseeix major concentració de fibra, però també és on s'acumulen alguns contaminants com a restes de pesticides, que són difícils d'eliminar si no és amb el pelat de la fruita.
- Vitamines: Com els betacarotens, vitamina C, vitamines del grup B. Segons el contingut en vitamines podem fer dos grans grups de fruites:

1. Riques en vitamina C: contenen 50 mg/100. Entre aquestes fruites hi ha els cítrics, també el meló, les maduixes i el kiwi.
2. Riques en vitamina A: Són riques en carotens, com els albercocs, bresquilla i prunes.

- Sals minerals: Igual que les verdures, les fruites són riques en potassi, magnesi, ferro i calci. Les sals minerals són sempre importants però sobretot durant el creixement per a la formació del pinyol. El mineral més important és el potassi. Les que són més riques en potassi són les fruites de pinyol com l'albercoc, cirera, pruna, bresquilla, etc.
- Valor calòric: El valor calòric vindrà determinat per la seua concentració en sucres, oscil·lant entre 30-80 Kcal/100g. La majoria de les fruites són hipocalòriques respecte al seu pes.
- Proteïnes i greixos: Els composts nitrogenats com les proteïnes i els lípids són escassos en la part comestible de les fruites, encara que són importants en les llavors d'algunes d'elles. Així el contingut de greix pot oscil·lar entre 0,1 i 0,5%, mentre que les proteïnes pot estar entre 0,1 i 1,5%.
- Aromes i pigments: La fruita conté àcids i altres substàncies aromàtiques que junt amb el gran contingut d'aigua de la fruita fa que aquesta siga refrescant. El sabor de cada fruita vindrà determinat pel seu contingut en àcids, sucres i altres substàncies aromàtiques.

### Frugivorisme
El frugivorisme o fruitarisme és un règim alimentari vegetarià, el principi bàsic del qual és l'alimentació a base de fruites. Les definicions que els frugívors donen de la fruita, varien, ja que alguns només consideren aliments adequats els fruits carnosos (pomes, taronges, etc.), mentre que d'altres inclouen també els fruits secs.

## Fruites sense llavor

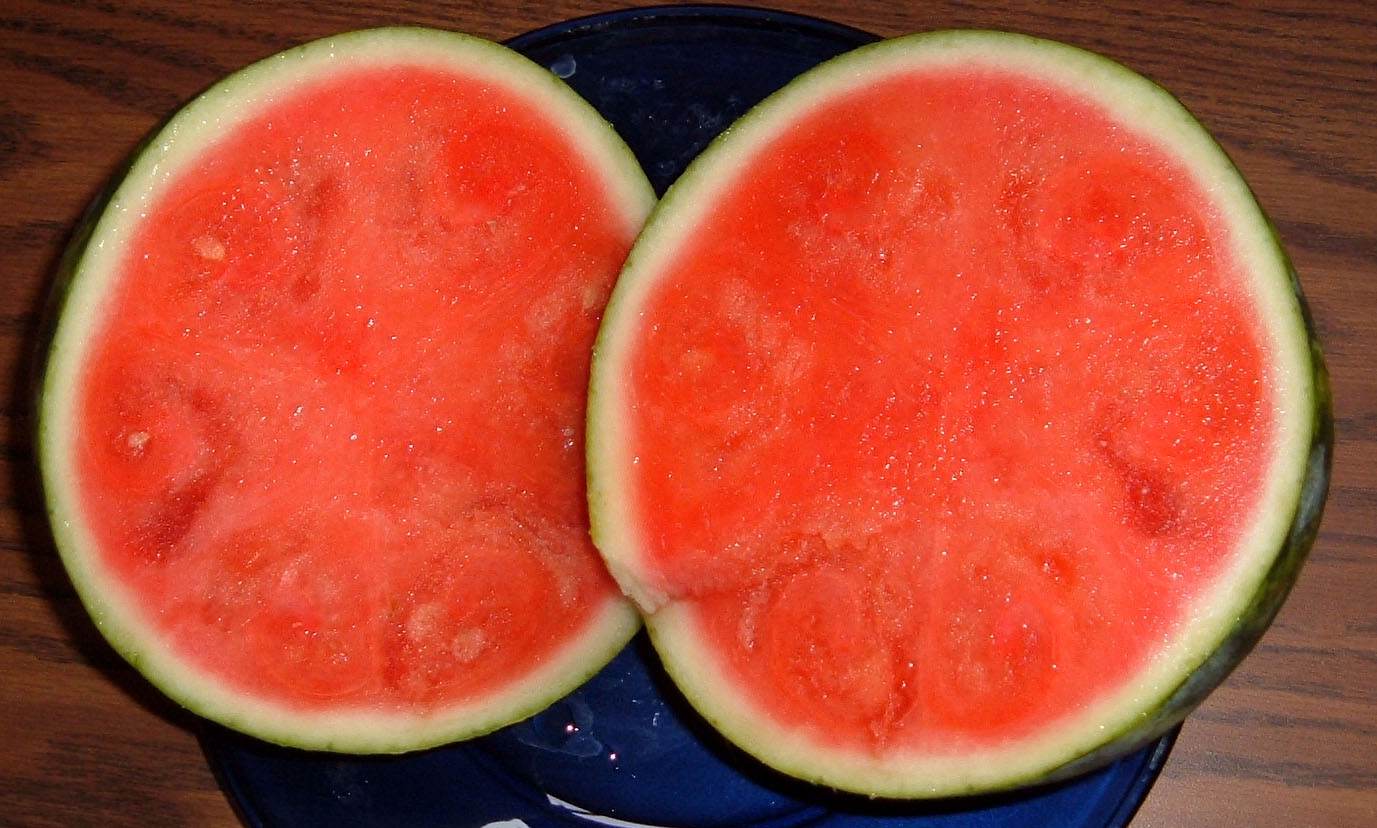
Una síndria sense llavors.

L'absència de llavors és una característica important per al comerç d'algunes fruites. Algunes cultivars de plàtans i d'ananàs són exemples característics de fruits sense llavors. Alguns conreus de cítrics (especialment les taronges navel, mandarines satsumes), raïm de taula, aranges o síndries són més valorats per la seva manca de llavors. En algunes espècies, l'absència de llavors és el resultat de l'aplicació de la partenocàrpia o producció de fruits sense que hi hagi fecundació dels òvuls. Hi ha fruits partenocàrpics que no requereixen la pol·linització, però la majoria dels cítrics sense llavor requereixen l'estímul de la pol·linització per tal de produir el fruit.
Els plàtans i el raïm sense llavor són triploides, i l'absència de llavors és el resultat de l'avortament de l'embrió de la planta que es produeix per fertilització, un fenomen conegut com a estenoespermocàrpia, que requereix la pol·linització i la fertilització normals.